# Verwoeste helling
Verwoeste helling (Engels: Blighted profile) is een sciencefictionverhaal van Brian Aldiss. 

## Het verhaal
Turan Hwa is een 90-jarige man die er regelmatig met zijn paard Lederhoofd op uit trekt. Zij doen daarbij geregeld een zwartgeblakerde vallei aan. In die vallei strijden twee machines een eeuwige oorlog uit; de mensheid kent al eeuwen niets anders dan vrede. Hwa wordt door het achtjarig meisje Yalleranda aangesproken. Ondanks zijn negentig jaar heeft Hwa het idee dat hij iets in zijn leven gemist heeft. Hij wil dat alsnog ontdekken, maar de tijdreismachine kan alleen terug. De toekomst moet immers nog gemaakt worden. Yalleranda heeft de oplossing: zij kent een machine die in de toekomst kan kijken. Hwa gaat met paard en al en de ruimte in waarin die machine staat. Die machine is een desintegrator, die alles vernietigt wat op zijn pad komt en tevens verantwoordelijk is voor de zwartgeblakerde vallei.     